# Eutetranychus swazilandicus
Eutetranychus swazilandicus är en spindeldjursart som beskrevs av Meyer 1974. Eutetranychus swazilandicus ingår i släktet Eutetranychus och familjen Tetranychidae. Inga underarter finns listade i Catalogue of Life.